# ターボル (スロベニア)
ターボル(Tabor)は、スロベニアの市である。